# Pulkauer Bründl

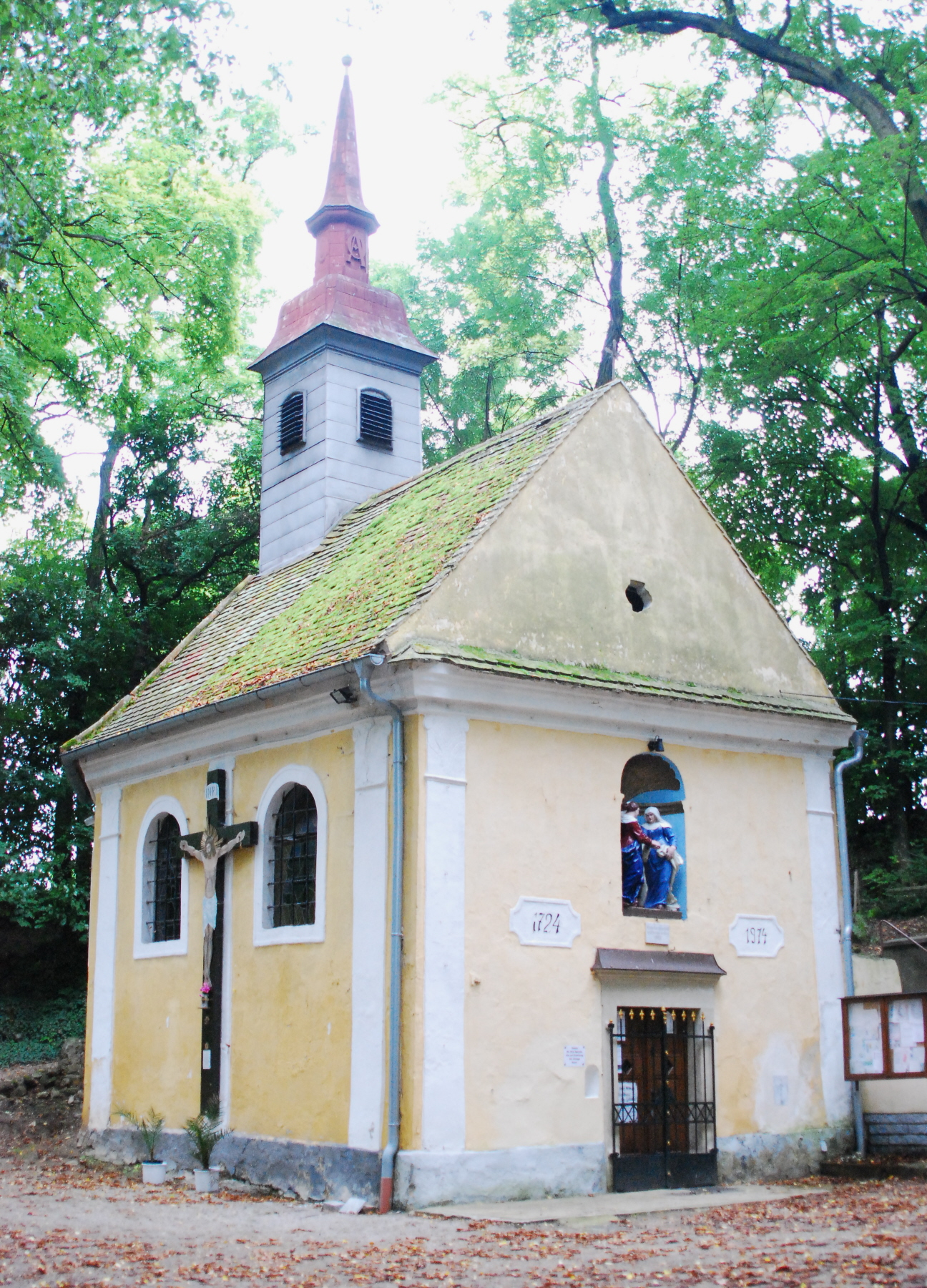
Kapelle Maria Bründl

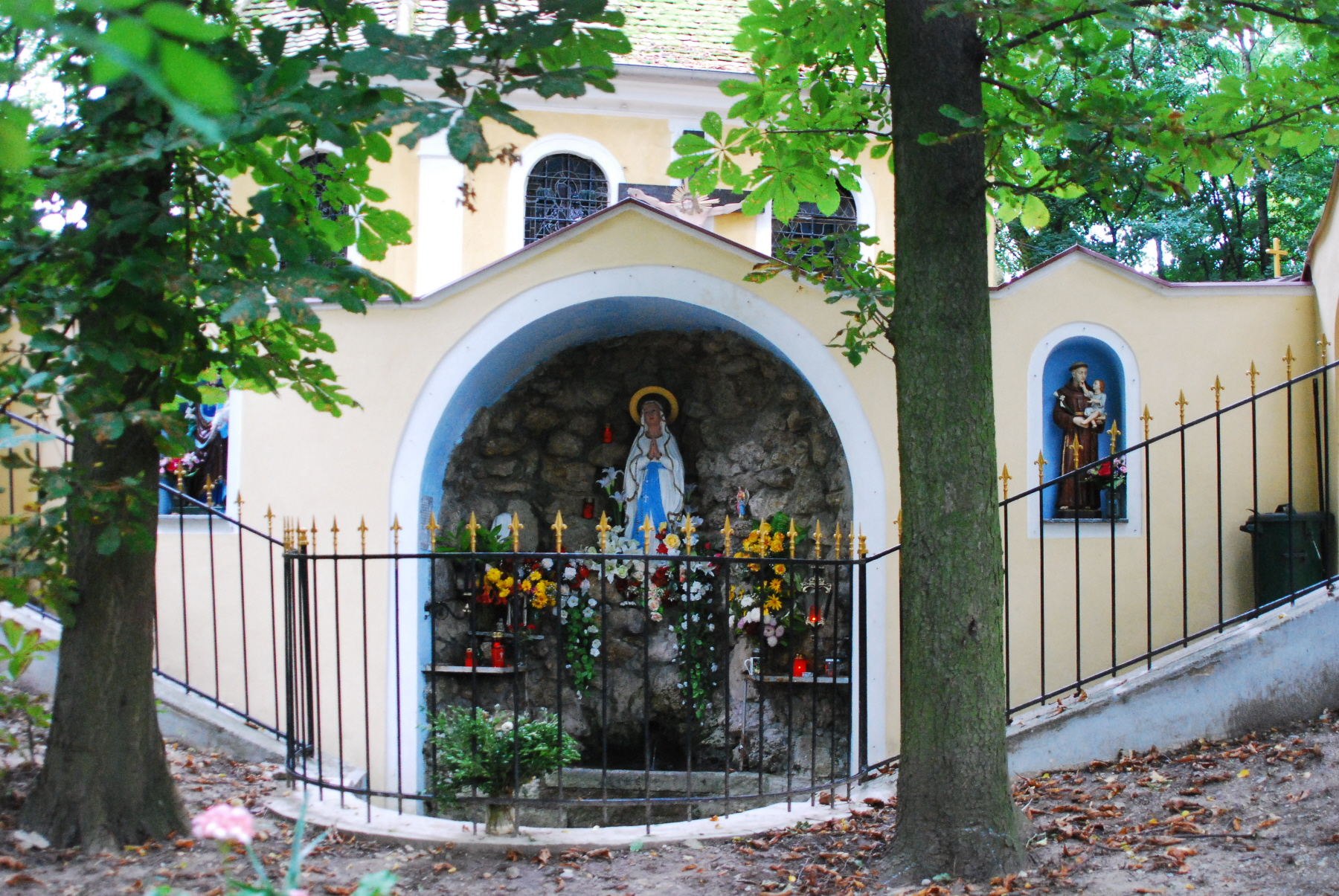
Lorettogrotte mit Bründl

Das Pulkauer Bründl ist eine Wallfahrtsstätte in der Nähe von Pulkau in Niederösterreich. Die Kapelle Maria Bründl steht unter Denkmalschutz (Listeneintrag). Das Hauptfest des Pulkauer Bründls wird alljährlich am 2. Juli zu Mariä Heimsuchung gefeiert.

## Geschichte
Wegen der Pestepidemie 1679/1680 wurde Pulkau unter Quarantäne gestellt und abgeriegelt, so dass den Bewohnern von Rafing, Reipersdorf und Missingdorf der Besuch der heiligen Messen in Pulkau verwehrt war. Als Ersatz trafen sie einander bei einer an einer Quelle gelegenen Waldandacht mit einem Marienbild, um hier gemeinsam zu beten.
Der Umstand, dass nur wenige der diesen Ort aufsuchenden Gläubigen an der Pest erkrankten, wurde den Fürbitten Marias und der Heilkraft des hier genossenen Quellwassers zugeschrieben und hatte hier eine beginnende Marienverehrung zur Folge. Die 1699 erfolgte wundersame Heilung eines gelähmten Buben, der von seiner Mutter in diesem Quellwasser gebadet worden war, sorgte endgültig dafür, dass die Quelle als wundertätige Heilquelle bekannt wurde.
Benedikt Windtegger, Lehrer und Augenzeuge der Heilung, ließ 1702 eine hölzerne Kapelle errichten und das Marienbild darin aufhängen. Die heute noch bestehende steinerne Kapelle wurde 1724 unter Abt Karl Fetzer errichtet. 1725 erteilte das damals zuständige Passauer Offizial für die nächsten sechs Jahre die Erlaubnis, heilige Messen zu lesen und Prozessionen abzuhalten. Das Opfergeld hatte der Kapelle zugutezukommen. Sollte dieses nicht ausreichen zur Erhaltung des Bauwerks, war das Schottenstift zur Finanzierung der Arbeiten verpflichtet. Das Privileg, Wallfahrern, die zu Mariä Heimsuchung das Pulkauer Bründl besuchten, einen vollständigen Ablass zu gewähren, wurde 1780 erteilt.
Von der Schließung bedroht wurde die Wallfahrtskapelle durch das am 12. Jänner 1782 von Kaiser Joseph II. erlassene Hofdekret, welches die Schließung von Kirchen und Kapellen und die Aufhebung von Klöstern anordnete. Die Schließung der Pulkauer Bründkapelle wurde mit Hilfe von Benno Pointner, dem Abt des Wiener Schottenstifts, verhindert. Im Jahr 1791 suchte Benno Pointner beim Wiener Konsistorium um die Erlaubnis, hier zwei Messen am Tag lesen zu dürfen, an.
Zwischen 1756 und 1794 lebten hier zwei aufeinander folgend zwei Einsiedler, die der Konföderation der Waldbrüder angehörten und sich um die kleine Kapelle kümmerten. Ihre Klause befand sich beim nahe gelegenen heutigen Mesnerhaus, wo während der großen Wallfahrten auch die Beichten abgenommen werden. 1858 konnte das Mesnerhaus vom Schottenstift erworben werden.
Neuerlich bedroht wurde das Pulkauer Bründl im Jahr 1856, als in unmittelbarer Nähe der Bründlanlage eine Mühle errichtet und mit dem Wasser des hier fließenden Baches betrieben werden sollte. Da sich dieser Plan negativ auf die Wallfahrten ausgewirkt hätte, wurde dagegen beim Kreisamt Einspruch erhoben, das dieses Vorhaben schließlich untersagte.
An der Lourdesgrotte, dem Bründl, wurde 1884 eine neue Lourdesstatue geweiht. Die bisherige Statue wurde im benachbarten Rafing in einer Feldkapelle aufgestellt. Zehn Jahre später, am 7. Oktober 1894, wurde der neue Kreuzweg eingeweiht.
Die neben der Bründl-Kapelle im Freien aufgestellte steinerne Kanzel wurde 1889 von der Heilig-Blut-Kirche hierhergebracht. 1935 wurde sie wieder nach Pulkau übersiedelt, diesmal aber in die frisch renovierte Pfarrkirche. Ersetzt wurde sie zunächst durch deren alte hölzerne Kanzel, später wurde eine gemauerte Kanzel errichtet.

## Beschreibung

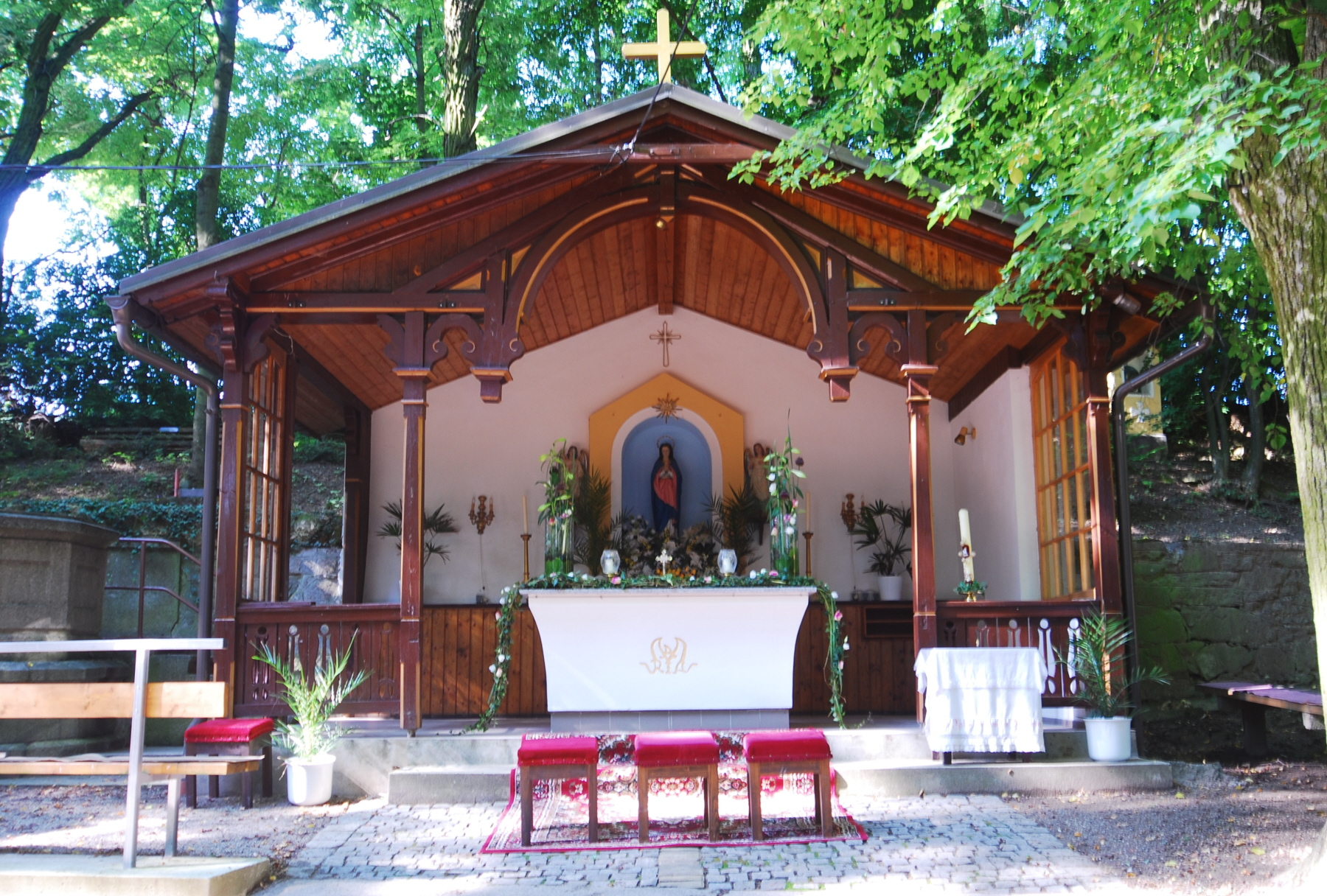
Marienkapelle

Die barocke Anlage des Pulkauer Bründls liegt in einer kleinen, baumbewachsenen Senke westlich von Pulkau.
- Die Kapelle Maria Bründl stellt einen zweijochigen und dreiseitig geschlossenen barocken Bau mit einem Dachreiter dar. Die Fassade wird mit Pilastern gegliedert. Oberhalb des Eingangs befindet sich in einer Rundbogennische eine polychrome Figurengruppe, die die Begegnung an der Goldenen Pforte darstellt und aus dem ersten Drittel des 18. Jahrhunderts stammt. Auf dem Altar der Kapelle befindet sich das Gnadenbild.
- Aus dem 19. Jahrhundert stammt die offene hölzerne Marienkapelle, neben der sich die Kanzel befindet.
- Die Quelle wurde in eine kleine Maria-Lourdes-Grotte bei der Maria-Bründl-Kapelle integriert. Hier befinden sich Figuren von Maria Lourdes sowie den Heiligen Josef und Antonius von Padua.
- Umgeben wird die gesamte Anlage von Kreuzwegstationen in Form von Nischenbildstöcken.

## Grenzsteine

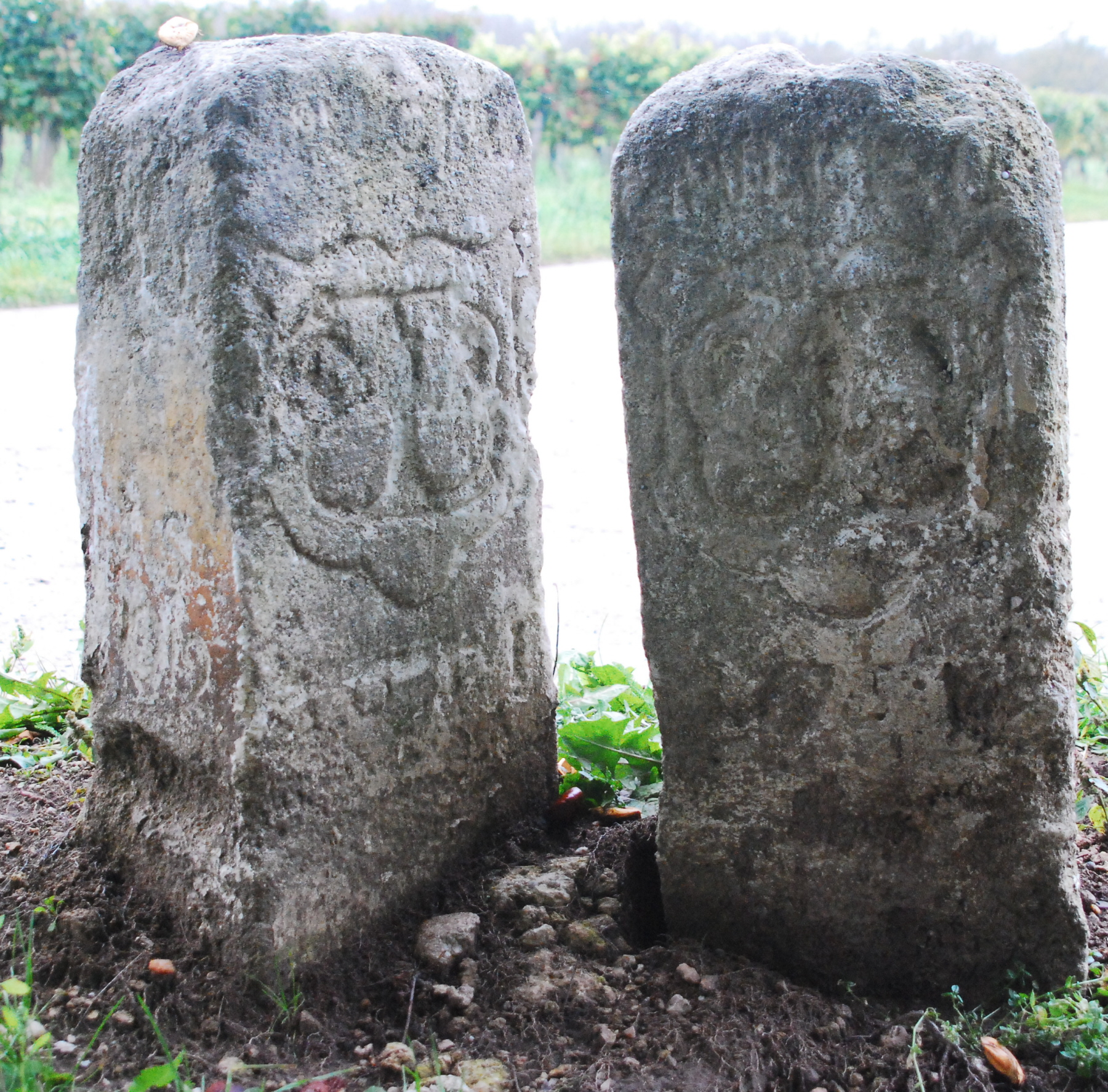
Historische Grenzsteine

An der Zufahrt zum Pulkauer Bründl finden sich zwei historische Grenzsteine. Diese im rechten Winkel zueinander aufgestellten Steine markieren die Grenzen der so genannten Pulkauer und der Rafinger Freiheit.
Jeder der Steine trägt auf einer Breitseite das aus zwei Krügen bestehende Wappen von Pulkau mit den Inschriften „Pulka“ und „1651“. Vermutlich waren die beiden anderen Breitseiten ursprünglich mit dem Wappen des Stiftes Zwettl markiert. Infolge der Verwitterung sind davon aber keine Spuren mehr zu erkennen.